# Castillo y jardines de Beaucaire
El castillo y jardines de Beaucaire (en francés: Jardins du Château de Beaucaire) es un castillo clasificado monumento histórico y un arboreto con 3 hectáreas de extensión, ubicado en el sureste de Francia, en Beaucaire, Francia.

## Localización

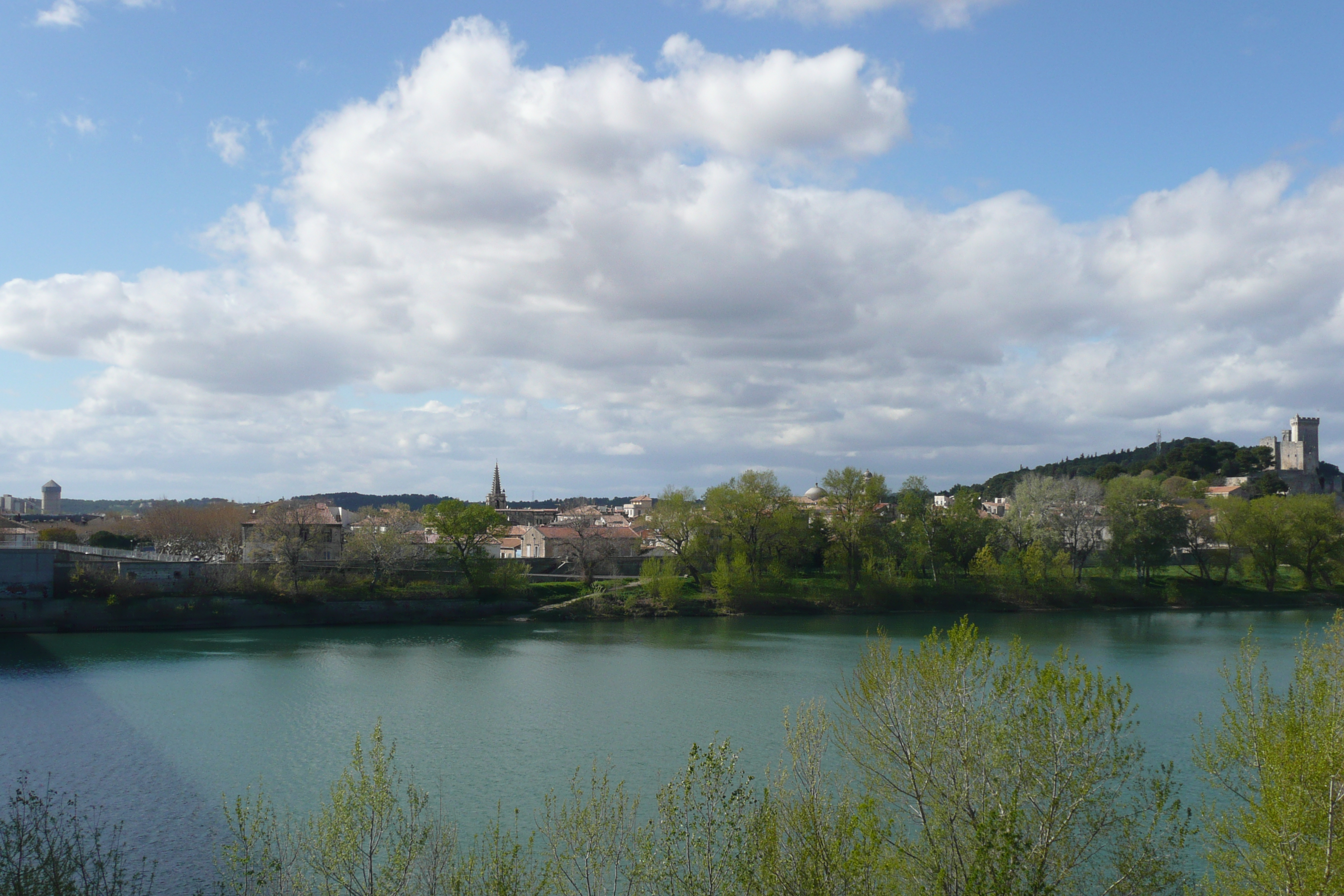
Vista de Beaucaire, el Ródano y su entorno.

La localidad de Beaucaire está situada en la frontera oriental del  Departamento  de Gard, en la orilla derecha del río Ródano, el centro de un triángulo formado por Nimes al oeste, al noreste de Aviñón y Arlés en el sur. 
Se encuentra ubicada en la intersección de las grandes regiones históricas: Languedoc y Provenza, y las áreas naturales notables : la Camargue (en el Sur) y el « plateau des Costières » (al Norte).
Jardins du Château de Beaucaire Beaucaire, Département de Gard, Languedoc-Roussillon, France-Francia.
Se visita todo el año y la entrada es libre.

## Historia
El castillo-fortaleza, llamado "Bellicadro", fue edificado en la época de las primeras cruzadas.
El desmantelamiento de la fortaleza, ordenada en 1632 por Luis XIII de Francia, dio lugar a un terreno baldío utilizado por los curtidores y por la ciudad con el fin de hacer corridas de toros. 
La ciudad compra el terreno al Estado el 2 de junio de 1830. La creación en esos momentos del sistema de  Monumento Histórico terminará con el uso anterior. Es en términos indignados en los que el primer inspector, Prosper Mérimée, describe su visita en 1835. 
La capilla está clasificada como Monumento Histórico (MH) desde 1846.
La ciudad está obligada a mantener el castillo 1844-1846 y a realizar los jardines (arquitecto P. Renaud), así como mejorar la entrada principal.
Fueron plantados cientos de árboles, pinos de Alepo y flores de temporada, así como fueron trazados los caminos. 
En 1847 la ciudad nombra al primer jardinero encargado del entorno. Por tanto, el castillo tiene la forma general que tiene actualmente.

## Colecciones de los jardines
El jardín-arboreto está delimitado por las murallas del antiguo castillo de Beaucaire con vistas a la ciudad y al valle del Ródano.
Los románticos jardines están situados en una pronunciada pendiente. 
Las dos alamedas laterales, baja y alta, dan sombra tanto en el oeste como en el este de sus alineaciones fresnos o tuyas. 
Céspedes, camino de la sombra y escaleras delimitan el Norte y el Sur. En el fondo, los caminos serpentean entre los arbustos de laurel sombreadas por numerosos pinos carrascos, algunos todavía de las plantaciones originales. 
La apertura en 1982 del "jardin de Vignasse" ofrece un aspecto de « site classé » (sitio clasificado), con un huerto sur, donde los céspedes están dominados por almendros, olivos y alméz.